# Отворено првенство Токија
Отворено првенство Токија је професионални тениски турнир за жене, који се сваке године одржава у Токију, у Јапану. Турнир се до 2008. играо на тепиху у дворани, а од 2008. се игра на отвореним теренима са тврдом подлогом. Највише титула на овом турниру освојила је Мартина Хингис (5).

## Поени и новчана награда[1]
| Пласман       | Поени | Новчана награда |
| ------------- | ----- | --------------- |
| Побједа       | 900   | 385.000 $       |
| Финале        | 620   | 192.000 $       |
| Полуфинале    | 395   | 96.100 $        |
| Четвртфинале  | 225   | 44.250 $        |
| Осмина финала | 125   | 22.00 $         |
| Друго коло    | 70    | 11.300 $        |
| Прво коло     | 1     | 5.800 $         |

| Пласман       | Поени | Новчана награда |
| ------------- | ----- | --------------- |
| Побједа       | 900   | 110.000 $       |
| Финале        | 620   | 59.850 $        |
| Полуфинале    | 395   | 31.600 $        |
| Четвртфинале  | 225   | 16.800$         |
| Осмина финала | 1     | 9.150 $         |

## Протекла финала

### Појединачно
| Година                           | Побједница          | Финалисткиња            | Резултат            |
| -------------------------------- | ------------------- | ----------------------- | ------------------- |
| 1984                             | Мануела Малејева    | Клаудија Кохде-Килш     | 3–6, 6–4, 6–4       |
| 1985                             | Мануела Малејева    | Бони Гадусек            | 7–6(2), 3–6, 7–5    |
| 1986                             | Штефи Граф          | Мануела Малејева        | 6–4, 6–2            |
| 1987                             | Габријела Сабатини  | Мануела Малејева        | 6–4, 7–6(6)         |
| 1988                             | Пем Шрајвер         | Хелена Сукова           | 7–5 6–1             |
| 1989                             | Мартина Навратилова | Лори Макнил             | 6–7(3), 6–3, 7–6(5) |
| 1990                             | Штефи Граф          | Аранча Санчез           | 6–1, 6–2            |
| 1991                             | Габријела Сабатини  | Мартина Навратилова     | 2–6, 6–2, 6–4       |
| 1992                             | Габријела Сабатини  | Мартина Навратилова     | 6–2, 4–6, 6–2       |
| ↓ Турнир I категорије ↓          |                     |                         |                     |
| 1993                             | Мартина Навратилова | Лариса Нејланд          | 6–2, 6–2            |
| 1994                             | Штефи Граф          | Мартина Навратилова     | 6–2, 6–4            |
| 1995                             | Кимико Дате         | Линдси Давенпорт        | 6–1, 6–2            |
| 1996                             | Ива Мајоли          | Аранча Санчез           | 6–4, 6–1            |
| 1997                             | Мартина Хингис      | Штефи Граф              | предаја             |
| 1998                             | Линдси Давенпорт    | Мартина Хингис          | 6–3, 6–3            |
| 1999                             | Мартина Хингис      | Аманда Куцер            | 6–2, 6–1            |
| 2000                             | Мартина Хингис      | Сандрин Тести           | 6–3, 7–5            |
| 2001                             | Линдси Давенпорт    | Мартина Хингис          | 6–7(4), 6–4, 6–2    |
| 2002                             | Мартина Хингис      | Моника Селеш            | 7–6(6), 4–6, 6–3    |
| 2003                             | Линдси Давенпорт    | Моника Селеш            | 6–7(6), 6–1, 6–2    |
| 2004                             | Линдси Давенпорт    | Магдалена Малејева      | 6–4, 6–1            |
| 2005                             | Марија Шарапова     | Линдси Давенпорт        | 6–1, 3–6, 7–6(5)    |
| 2006                             | Јелена Дементјева   | Мартина Хингис          | 6–2, 6–0            |
| 2007                             | Мартина Хингис      | Ана Ивановић            | 6–4, 6–2            |
| 2008                             | Динара Сафина       | Светлана Кузњецова      | 6–1, 6–3            |
| ↓ Турнир Премијер 5 категорије ↓ |                     |                         |                     |
| 2009                             | Марија Шарапова     | Јелена Јанковић         | 5–2 (предаја)       |
| 2010                             | Каролина Возњацки   | Јелена Дементјева       | 1–6, 6–2, 6–3       |
| 2011                             | Агњешка Радвањска   | Вера Звонарјова         | 6–3, 6–2            |
| 2012                             | Нађа Петрова        | Агњешка Радвањска       | 6–0, 1–6, 6-3       |
| 2013                             | Петра Квитова       | Анџелик Кербер          | 6–2, 0–6, 6-3       |
| 2014                             | Ана Ивановић        | Каролина Возњацки       | 6–2, 7–6(2)         |
| 2015                             | Агњешка Радвањска   | Белинда Бенчич          | 6–2, 6–2            |
| 2016                             | Каролина Возњацки   | Наоми Осака             | 7–5, 6–3            |
| 2017                             | Каролина Возњацки   | Анастасија Пављученкова | 6–0, 7–5            |
| 2018                             | Каролина Плишкова   | Наоми Осака             | 6–4, 6–4            |

### Парови
| Година                           | Побједнице                                 | Финалисткиње                               | Резултат            |
| -------------------------------- | ------------------------------------------ | ------------------------------------------ | ------------------- |
| 1984                             | Клаудија Кохде-Килш Хелена Сукова          | Елизабет Сејерс Катрин Танвије             | 6–4, 6–4            |
| 1985                             | Клаудија Кохде-Килш Хелена Сукова          | Марсела Мескер Елизабет Сејерс             | 6–0, 6–4            |
| 1986                             | Бетина Бунге Штефи Граф                    | Катерина Малејева Мануела Малејева         | 6–1, 6–7(4), 6–2    |
| 1987                             | Ен Вајт Робин Вајт                         | Катерина Малејева Мануела Малејева         | 6–1, 6–2            |
| 1988                             | Пем Шрајвер Хелена Сукова                  | Ђиђи Фернандез Робин Вајт                  | 4–6, 6–2, 7–6(5)    |
| 1989                             | Катрина Адамс Зина Гарисон                 | Мери Џо Фернандез Клаудија Кохде-Килш      | 6–3, 3–6, 7–6(5)    |
| 1990                             | Ђиђи Фернандез Елизабет Сејерс             | Џо-Ен Фол Рејчел Маквилан                  | 6–2, 6–2            |
| 1991                             | Кети Џордан Елизабет Сејерс                | Мери Џо Фернандез Робин Вајт               | 4–6, 6–0, 6–3       |
| 1992                             | Аранча Санчез Хелена Сукова                | Мартина Навратилова Пем Шрајвер            | 7–5, 6–1            |
| ↓ Турнир I категорије ↓          |                                            |                                            |                     |
| 1993                             | Мартина Навратилова Хелена Сукова          | Лори Макнил Рене Стабс                     | 6–4, 6–3            |
| 1994                             | Елизабет Сејерс Пем Шрајвер                | Манон Болеграф Мартина Навратилова         | 6–3, 3–6, 7–6(3)    |
| 1995                             | Ђиђи Фернандез Наташа Зверева              | Линдси Давенпорт Рене Стабс                | 6–0, 6–3            |
| 1996                             | Ђиђи Фернандез Наташа Зверева              | Маријан де Сварт Ирина Спирлеа             | 7–6(7), 6–3         |
| 1997                             | Линдси Давенпорт Наташа Зверева            | Ђиђи Фернандез Мартина Хингис              | 6–4, 6–3            |
| 1998                             | Мартина Хингис Мирјана Лучић               | Линдси Давенпорт Наташа Зверева            | 7–5, 6–4            |
| 1999                             | Линдси Давенпорт Наташа Зверева            | Мартина Хингис Јана Новотна                | 6–2, 6–3            |
| 2000                             | Мартина Хингис Мери Пирс                   | Александра Физе Натали Тозија              | 6–4, 6–1            |
| 2001                             | Лиса Рејмонд Рене Стабс                    | Ана Курњикова Ирода Тулиаганова            | 7–6(5), 2–6, 7–6(6) |
| 2002                             | Лиса Рејмонд Рене Стабс                    | Елс Каленс Роберта Винчи                   | 6–1, 6–1            |
| 2003                             | Јелена Бовина Рене Стабс                   | Линдси Давенпорт Лиса Рејмонд              | 6–3, 6–4            |
| 2004                             | Кара Блек Лиса Рејмонд                     | Јелена Лиховцева Магдалена Малејева        | 6–0, 6–1            |
| 2005                             | Јанета Хусарова Јелена Лиховцева           | Линдси Давенпорт Корина Морарију           | 6–4, 6–3            |
| 2006                             | Лиса Рејмонд Саманта Стосур                | Кара Блек Рене Стабс                       | 6–2, 6–1            |
| 2007                             | Лиса Рејмонд Саманта Стосур                | Ванја Кинг Рене Стабс                      | 7–6(6), 3–6, 7–5    |
| 2008                             | Ванја Кинг Нађа Петрова                    | Лиса Рејмонд Саманта Стосур                | 6–1, 6–4            |
| ↓ Турнир Премијер 5 категорије ↓ |                                            |                                            |                     |
| 2009                             | Алиса Клејбанова Франческа Скјавоне        | Данијела Хантухова Ај Сугијама             | 6–4, 6–2            |
| 2010                             | Ивета Бенешова Барбара Захлавова-Стрицова  | Шахар Пер Пенг Шуај                        | 6–4, 4–6, [10–8]    |
| 2011                             | Лиса Рејмонд Лизел Хубер                   | Жисела Дулко Флавија Пенета                | 7–6(4), 0–6, [10–6] |
| 2012                             | Ракел Копс-Џонс Абигејл Спирс              | Ана-Лена Гренефелд Квјета Пешке            | 6–1, 6–4            |
| 2013                             | Кара Блек Сања Мирза                       | Џан Хаоћинг Лизел Хубер                    | 4–6, 6–0, [11–9]    |
| 2014                             | Кара Блек Сања Мирза                       | Гарбиње Мугуруза Карла Суарез Наваро       | 6–2, 7–5            |
| 2015                             | Гарбиње Мугуруза Карла Суарез Наваро       | Џан Хаоћинг Џан Јунгжан                    | 7–5, 6–1            |
| 2016                             | Сања Мирза Барбора Стрицова                | Љанг Чен Јанг Џаосјуен                     | 6–1, 6–1            |
| 2017                             | Андреја Клепач Марија Хосе Мартинез Санчез | Дарија Гаврилова Дарија Касаткина          | 6–3, 6–2            |
| 2018                             | Мију Като Макото Ниномија                  | Андреа Сестини Хлавачкова Барбора Стрицова | 6–4, 6–4            |